# Benalto
Benalto est un hameau (hamlet) du Comté de Red Deer, situé dans la province canadienne d'Alberta.

## Démographie
En tant que localité désignée dans le recensement de 2011, Benalto a une population de 175 habitants dans 61 de ses 68 logements, soit une variation de 31,6 % avec la population de 2006. Avec une superficie de 0,523 3 km2, le hameau possède une densité de population de 334,416 2 hab/km2 en 2011.
Concernant le recensement de 2006, Benalto abritait 385 habitants dans 163 de ses 166 logements. Avec une superficie de 0,668 8 km2, le hameau possédait une densité de population de 575,7 hab/km2 en 2006.